# Donald Winnicott

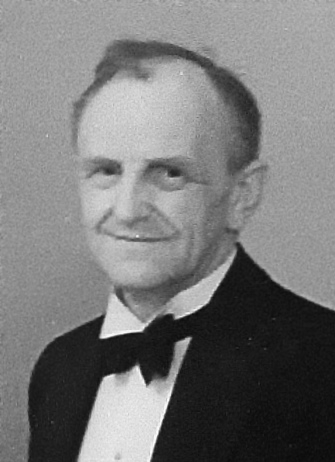
Donald Winnicott, 1952

Donald Woods Winnicott (* 7. April 1896 in Plymouth; † 25. oder 28. Januar 1971 in London) war ein englischer Kinderarzt und Psychoanalytiker. Er kam durch Vermittlung seines Lehranalytikers James Strachey unter dem Einfluss Melanie Kleins von der Pädiatrie zur Psychoanalyse, ohne sich als Kleinianer zu bezeichnen. Er gehörte stattdessen – neben z. B. Michael Balint und Michael Foulkes – der sogenannten B-Gruppe, der Gruppe der Unabhängigen bzw. der Middle-Group der britischen psychoanalytischen Gesellschaft an, und er gilt (daher) als einer der wichtigsten Vertreter der britischen Objektbeziehungstheorie, außerhalb der Objektbeziehungstheorie der Kleinianischen Schule.
Besonders breit rezipiert wurden seine Konzepte vom Übergangsobjekt und vom Übergangsraum. Große Bekanntheit erlangte sein Bonmot „There is no such thing as a baby“, mit dem er zum Ausdruck bringen wollte, dass man ein Baby ohne seine Mutter nicht adäquat erforschen und therapieren kann, da die beiden eine unzertrennliche Dyade bilden. Darüber hinaus prägte Winnicott den Begriff Das falsche Selbst.
Winnicott zählt zu den bedeutendsten Wegbereitern der Kinderpsychotherapie. 
Zur Unterscheidung zu anderen psychoanalytischen Schulen wie Melanie Klein, Anna Freud, C. G. Jung und Alfred Adler etc. werden Analytiker dieser Richtung Winnicottianer genannt.

## Theorie

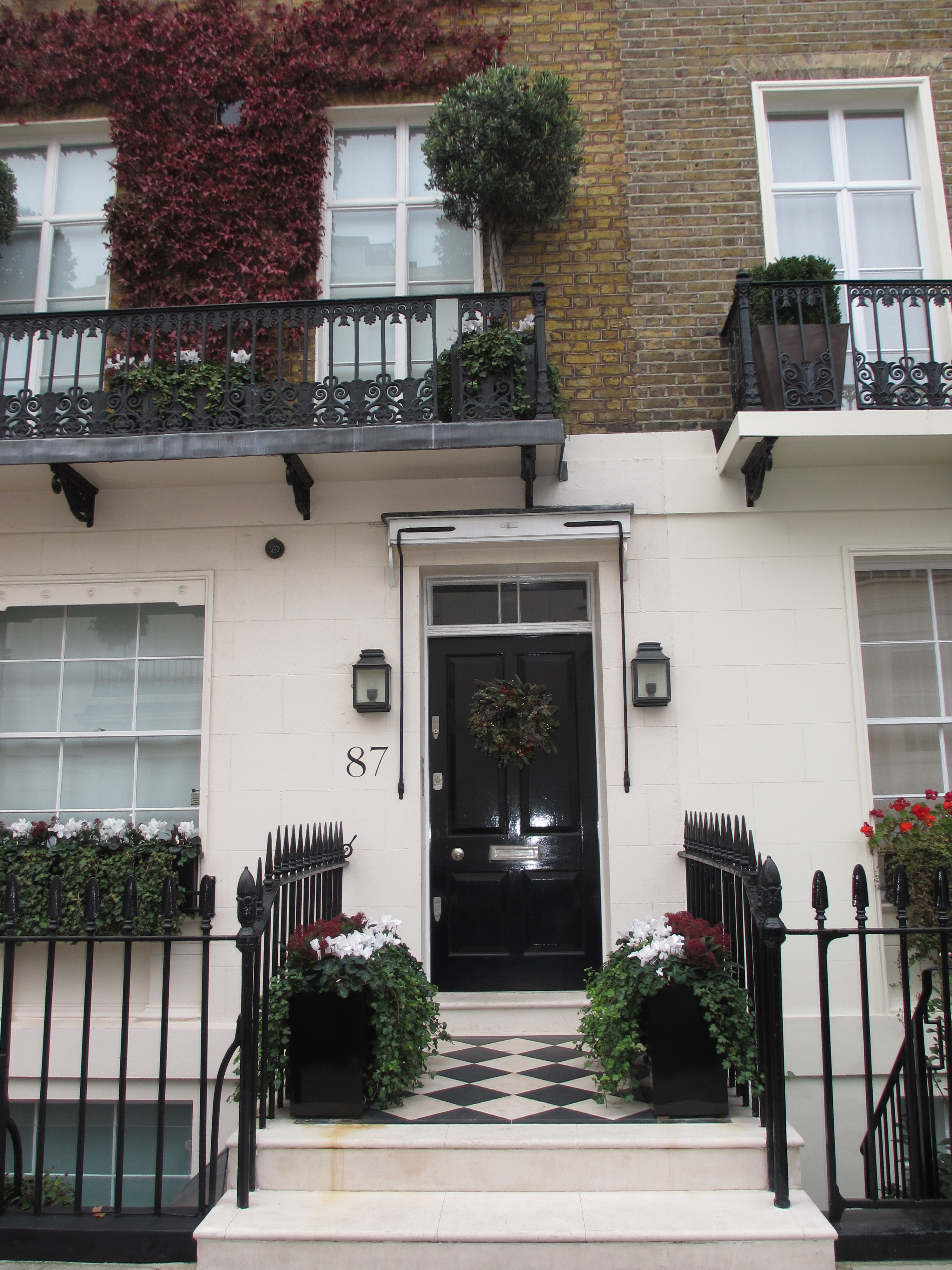
Winnicotts Zuhause in London

In den ersten Monaten ist ein Neugeborenes mit seiner Mutter zu einer Einheit verschmolzen; das Baby nimmt die Mutter als Teil von sich selbst wahr. Dabei geht Winnicott nicht von einer idealisierten Mutter aus, die durch Abweichungen vom Ideal psychoanalytischer Theorien ihr Kind schädigt, sondern führt den Begriff der ausreichend guten Mutter in die Terminologie der Psychoanalyse ein. Die „ausreichend gute Mutter“ („good enough mother“) ist in der Lage, auf die Bedürfnisse des Babys einzugehen, zumindest so weit, dass sich das Baby nie komplett verlassen fühlt. Mit der Zeit löst sich die Mutter aus dieser engen Verbindung, so dass das Kind lernen kann, dass die Mutter nicht Teil von ihm ist.
In diesem Prozess spielt das Übergangsobjekt eine wichtige Rolle. Das kann zum Beispiel der Zipfel einer Decke sein, den das Baby benutzt, um sich in Abwesenheit der Mutter zu trösten. Es gehört für das Kind sowohl zur Mutter als auch zur realen Welt.
Ist die Mutter nicht ausreichend gut, kommt es zur emotionalen Deprivation, was bedeutet, dass das Bild der Mutter im Baby stirbt. Die Deprivation ist eine wichtige Voraussetzung für antisoziales Verhalten, beispielsweise Stehlen, von Kindern. Durch dieses Verhalten versucht das Kind seinen Mangel auszugleichen. Es ist jedoch für den Betreuer wichtig zu wissen, dass dieses antisoziale Verhalten ein Zeichen der Hoffnung des Kindes ist. Ein depriviertes Kind, das keine Hoffnung hat, wird sich scheinbar angepasst verhalten und erst, wenn es wieder Hoffnung hat, wird es antisoziales Verhalten zeigen, also versuchen, seinen Mangel auszugleichen.

## Deutschsprachige Werkauswahl
- Reifungsprozesse und fördernde Umwelt. Studien zur Theorie der emotionalen Entwicklung. Psychosozial-Verlag, Gießen 2002, ISBN 3-89806-091-8 (Übersetzung von: The Maturational Processes and the Faciliating Environment. Studies in the Theory of Emotional Development, International Universities Press, New York 1965.)
- Die menschliche Natur. Klett-Cotta, Stuttgart 1994, ISBN 3-608-91800-0.
- Vom Spiel zur Kreativität. 11. Auflage. Klett-Cotta, Stuttgart 2006, ISBN 3-608-95376-0.
- Blick in die analytische Praxis. Klett-Cotta, Stuttgart 1996, ISBN 3-608-91787-X.
- Familie und individuelle Entwicklung. (18 Vorträge). Kindler, München 1978, ISBN 3-463-00732-0.
- Kind, Familie und Umwelt. Reinhardt, München / Basel 1992, ISBN 3-497-00944-X.
- Babys und ihre Mütter. Klett-Cotta, Stuttgart 1990, ISBN 3-608-95647-6.
- Aggression: Versagen der Umwelt und antisoziale Tendenz. Klett-Cotta, Stuttgart 1992, ISBN 3-608-95337-X.
- Die spontane Geste. Ausgewählte Briefe. Hrsg. von F. Robert Rodman. Klett-Cotta, Stuttgart 1995, ISBN 3-608-95760-X.
- Übergangsobjekte und Übergangsphänomene. Eine Studie über den ersten, nicht zum Selbst gehörenden Besitz. Zuerst als Vortrag 1951, dann engl. 1953; dt. in: Psyche Nr. 23, 1969.
- Von der Kinderheilkunde zur Psychoanalyse. Psychosozial-Verlag, Gießen 2008, ISBN 978-3-89806-702-7.